# Rusinowci
Rusinowci (bułg. Русиновци) – wieś w Bułgarii, w obwodzie Gabrowo, w gminie Drjanowo. Według danych szacunkowych Ujednoliconego Systemu Ewidencji Ludności oraz Usług Administracyjnych dla Ludności, 15 grudnia 2018 roku miejscowość liczyła 5 mieszkańców.
Wieś powstała w 1860 roku i nosi imię bułgarskiego rodu Rusinowi.